# Szántód
Szántód é um município da Hungria, situado no condado de Somogy. Tem 7,91 km² de área e sua população em 2019 foi estimada em 561 habitantes.